# Nicolaus Polantus
Nicolaus Polantus (též Poland, Polandt) († 12. září 1612) byl německý luterský teolog, kazatel a spisovatel.
Pocházel z Horní Falce. Roku 1589 získal doktorát z teologie. Působil jako kazatel v okolí Aše, následně v Chebu. V letech 1593–1603 byl superintendentem v Plavnu, následně až do své smrti v Míšni.
Literárně byl činný v němčině a v latině.

## Z díla
- De lege morali, 1589
- Spiegel der Haußzucht Jesu Syrachs..., 1596
- Musica instrumentalis, von christlichem Brauch der Orgelwerck ..., 1605
- Schola Dei, Gottes Schule..., 1609
- Von den guten und fromen Gleidsman..., 1609